# Valeri Rioumine
Valeri Viktorovitch Rioumine (en russe : Валерий Викторович Рюмин), né le 16 août 1939 à Komsomolsk-sur-l'Amour (Union soviétique) et mort le  6 juin 2022, est un cosmonaute soviétique puis russe.

## Vols réalisés
- 9 octobre 1977 : Valeri Rioumine est ingénieur de vol à bord de Soyouz 25, lancé en direction de Saliout 6. L'amarrage avec la station échoue et le véhicule atterrit le 11 octobre 1977.
- 25 février 1979 : il passe plus de 175 jours en orbite, à bord de Saliout 6, en tant que membre de l'expédition Saliout 6 EO-3, amené par le vol Soyouz 32, établissant un nouveau record pour l'époque. Il revient sur Terre le 19 août 1979 à bord de Soyouz 34.
- 9 avril 1980 : il passe plus de 184 jours en orbite, à bord de Saliout 6, en tant que membre de l'expédition Saliout 6 EO-4, transporté par le vol Soyouz 35, repoussant une nouvelle fois le record de séjour dans l'espace. Il revient sur Terre le  à bord de Soyouz 37.
- 2 juin 1998 : il est spécialiste de mission lors de la mission STS-91, à bord de la Navette spatiale Discovery, dernière mission du programme Shuttle-Mir. Il revient sur Terre le 12 juin 1998.

## Valeri Rioumine raconte...
« O. Henry, le célèbre humoriste américain, explique dans une de ses nouvelles que le meilleur moyen d’encourager l’art de l’assassinat consiste à enfermer deux hommes pour deux mois dans un local de cinq mètres sur six. En pénétrant dans Saliout qui allait être notre maison pendant six mois, nous nous sommes dit : « nous sommes comme des frères : je suis toi et tu es moi. » »